# HMS Poole (J147)
Le HMS Poole (pennant number J147)  est un dragueur de mines de la classe Bangor lancé pour la Royal Navy (RN) et qui a servi pendant la Seconde Guerre mondiale.

## Conception
Le Poole est commandé dans le cadre du programme de la classe Bangor de 1939-40 le 20 décembre 1939 pour le chantier naval de Alexander Stephen and Sons à Linthouse dans le district de Glasgow en Écosse. La pose de la quille est effectuée le 25 juillet 1940, le Poole est lancé le 25 juin 1941 et mis en service le 8 novembre 1941.
La classe Bangor doit initialement être un modèle réduit de dragueur de mines de la classe Halcyon au service de la Royal Navy,. La propulsion de ces navires est assurée par 3 types de motorisation: moteur diesel, moteur à vapeur à pistons double ou triple expansions et turbine à vapeur. Cependant, en raison de la difficulté à se procurer des moteurs diesel, la version diesel a été réalisée en petit nombre.
Les dragueurs de mines de classe Bangor version Royal Navy à turbines déplacent 667 tonnes en charge normale. Afin de pouvoir loger les chaufferies, ce navire possède des dimensions plus grandes que les premières versions à moteur diesel avec une longueur totale de 53 mètres LHT, une largeur de 8,69 mètres et un tirant d'eau de 3,12 mètres. Ce navire est propulsé par 2 turbines à vapeur alimentées par 2 chaudières à tubes d'eau à 3 tambours Admiralty et entraînant deux arbres d'hélices. Les moteurs développent une puissance de 2 000 chevaux-vapeur (1 500 kW) et atteignent une vitesse maximale de 16 nœuds (30 km/h). Le dragueur de mines peut transporter un maximum de 163 tonnes de fioul qui lui donne un rayon d'action de 2 800 milles nautiques (5 200 kilomètres) à 10 nœuds (19 km/h).
Leur manque de taille donne aux navires de cette classe de faibles capacités de manœuvre en mer, qui seraient même pires que celles des corvettes de la classe Flower. Les versions à moteur diesel sont considérées comme ayant de moins bonnes caractéristiques de maniabilité que les variantes à moteur alternatif à faible vitesse. Leur faible tirant d'eau les rend instables et leurs coques courtes ont tendance à enfourner la proue lorsqu'ils sont utilisés en mer de face.
Les navires de la classe Bangor sont également considérés comme exigus pour les membres d'équipage, entassant plus de 60 officiers et matelots dans un navire initialement prévu pour un total de 40 hommes.
Les Bangors équipés de turbine à vapeur sont armés d'un canon anti-aérien de 12 livres 3-inch QF (76,2 mm) et d'un canon AA QF de 2 livres (40 mm). Sur certains navires, le canon de 2 livres est remplacé par un canon AA Oerlikon de 20 mm simple ou double, tandis que la plupart des navires sont équipés de quatre affûts Oerlikon simples supplémentaires au cours de la guerre. Pour les missions d'escortes, leur équipement de dragage de mines peut être échangé contre une quarantaine de grenades sous-marines.

## Histoire

### Seconde Guerre mondiale
Le 12 juillet 1943, le sous-marin italien Bronzo est capturé au large de Syracuse en Sicile par les dragueurs de mines Poole, HMS Boston (J14), HMS Seaham (J123) et HMS Cromarty (J09). Le Bronzo est mis en service dans la Royal Navy comme HMS P 714. Le 29 janvier 1944, il est transféré aux Forces navales françaises libres sous le nom de Narval (T04).
Le Poole est vendu le 1er janvier 1948 et mis au rebut pour démantèlement à Pembroke Dock.

### Participation auxconvois
Le Poole a navigué avec les convois suivants au cours de sa carrière:
1. Convoi AP 18
2. Convoi BA 36
3. Convoi KMS 19M
4. Convoi MKS 33
5. Convoi MW 23
6. Convoi ST 18
7. Convoi XT 7/1

### Commandement
- Lieutenant (Lt.) Wilfred Louis Gerard Dutton (RNR) du 16 août 1941 à début 1944
- Lieutenant (Lt.)  David Arthur Pochon (RN) de début 1944 à fin 1945

Notes:
RN: Royal Navy
RNR: Royal Naval Reserve